# 孔仁
孔仁（前1世纪—23年），西汉末年、新朝时官员。
王莽取代汉朝称帝，孔仁担任捕益将军，率兵镇压五原郡、代郡各地的民变。后来担任司命大将军。衞將軍王興的案件，事連孔仁之妻，孔仁之妻也自殺。地皇三年（22年），绿林军不断北进，王莽让孔仁屯守豫州。后来又奉命和王匡、哀章等率领所部和州郡兵三十万镇压青州、徐州地区农民起义军，没有获胜。地皇四年（23年）孔仁和楊州牧李聖在山东兵败，率军归降。孔仁歎道：「吾聞食人食者死其事。」拔剑自杀。